# César Campinchi
César Campinchi, né le 4 mai 1882 à Calcatoggio (Corse) et mort le 22 février 1941 à Marseille (Bouches-du-Rhône), est un avocat et homme d'État français.

## Biographie
César Auguste Napoléon Jérôme Campinchi monte à Paris pour y étudier le droit. Il fut élu président de l'Association générale des étudiants de Paris en février 1906, poste qu'il occupe pendant deux ans, et à ce titre participe aux activités de la Corda Fratres - Fédération internationale des étudiants. Il cherche sans succès à en faire déplacer le siège de Turin à Paris et à en prendre la direction. Il refuse également d'intégrer l'Union nationale des étudiants de France à sa fondation. Il fut également membre de l'Association juridique internationale.
Avocat au barreau de Paris dès 1907, il est secrétaire de la Conférence du stage en 1910, conférencier et rédacteur de chroniques judiciaires puis membre du Conseil de l'Ordre des avocats à la fin des années 1920.
Bien que réformé, il prend part à la Première Guerre mondiale. Blessé à Notre-Dame de Lorette, il participe à la bataille de Verdun.
Membre du Parti radical-socialiste, il exerce le mandat de député de la Corse à 2 reprises, de 1932 à 1940. Il présente, au printemps 1937, une proposition de loi concernant le droit et la protection des mineurs. Il préside le groupe parlementaire radical-socialiste de 1936 à 1937. Son élection à cette fonction par 49 voix contre 47 à Georges Bonnet est un succès pour l'aile gauche, plus favorable au Front populaire. 
Hormis entre janvier et mars 1938, où il exerce les fonctions de garde des Sceaux, il exerce les fonctions de ministre de la Marine de 1937 à 1940. Appelé par Camille Chautemps et Léon Blum à cette fonction, il est favorable à l'armement et à l’accélération des constructions navales. Il obtient de faire construire navires de ligne, croiseurs, sous-marins et surtout, 2 porte-avions et de faire aménager les bases militaires d'Aspretto et de Mers el Kebir. Il procède, en janvier 1939, au lancement du cuirassé Richelieu à Brest.
Le 16 juin 1940, il est des rares députés qui, avec Georges Mandel, s'embarquent sur le Massilia pour continuer la lutte contre l'Allemagne. Il est déchu de son mandat et meurt peu après à Marseille des suites d'une opération médicale.
Son nom a été donné à une rue de Bastia après la guerre.
Il a épousé la fille d’Adolphe Landry, Hélène, elle-même avocate. Chargée de mission auprès de François de Menthon, elle préside la commission qui aboutit à la rédaction de l’ordonnance du 2 février 1945 relative à l’enfance délinquante matérialisant ainsi la proposition de son mari.
Gaston Monnerville a été un de ses proches collaborateurs.

## Fonctions gouvernementales
- Ministre de la Marine du 22 juin 1937 au 18 janvier 1938 dans le gouvernement Camille Chautemps (3)
- Ministre de la Justice du 18 janvier 1938 au 13 mars 1938 dans le gouvernement Camille Chautemps (4)
- Ministre de la Marine militaire du 13 mars 1938 au 16 juin 1940 dans le gouvernement Léon Blum (2), le gouvernement Édouard Daladier (3) et le gouvernement Paul Reynaud

## Pour approfondir